# Monesterio
Monesterio (asztur-leóni és extremadurai nyelven Monesteriu) település Spanyolországban, Badajoz tartományban. Monesterio Santa Olalla del Cala, Cala, Calera de León, Fuente de Cantos, Montemolín, Puebla del Maestre, Casas de Reina, Fuente del Arco, Cazalla de la Sierra és El Real de la Jara községekkel határos. Lakosainak száma 4230 fő (2024).

## Népesség
A település népessége az utóbbi években az alábbiak szerint változott:
| Lakosok száma | 4680 | 4389 | 4355 | 4378 | 4347 | 4345 | 4292 | 4226 | 4267 | 4230 |
|               | 2001 | 2004 | 2006 | 2009 | 2011 | 2014 | 2016 | 2019 | 2021 | 2024 |